# Kura (Sudan)
Kura és un llogaret del Sudan, a la província de Darfur al-Janubiyah, situada al nord del Djebel Marra, que antigament fou capital del sultanat de Darfur. Al sud-est es troba Nyala, actual capital de la província, que va ser capital del soldanat en substitució de Kura (des del segle XV).
A la rodalia hi ha la muntanya Marra o Murra (3088 m) i el volcà del mateix nom (3070 m).
Tota la zona de la muntanya està actualment (2004) en mans d'un dels grups revoltats al Darfur.